# Chironia elgonensis
Chironia elgonensis là một loài thực vật có hoa trong họ Long đởm. Loài này được Bullock mô tả khoa học đầu tiên năm 1932.